# Dobnikar
Dobnikar je priimek v Sloveniji, ki ga je po podatkih Statističnega urada Republike Slovenije na dan 1. januarja 2010 uporabljalo 414 oseb in je med vsemi priimki po pogostosti uvrščen na 827. mesto.

## Znani nosilci priimka
- Aleš Dobnikar, informatik (MZZ)?
- Andrej Dobnikar (*1946), računalnikar, univ. prof.
- Ela Dobnikar (r. Avbelj) (1916—1966), časopisno-založniška gospodarstvenica
- Franc(e) Dobnikar - Faci (1915—1991), elektrotehniški gospodarstvenik, preds. Elektrotehniške zveze Slovenije 1953-63
- Frančišek Dobnikar (1878—1901), risar
- Jure Dobnikar, fizik
- Luka Dobnikar, kontrabasist
- Meta Dobnikar (*1942), grafična oblikovalka, oglaševalka
- Meta Dobnikar (r. Bole) (*1964), geologinja/mineraloginja, znanstvena (državna) funkcionarka
- Mojca Dobnikar (*1957), sociologinja, feministka, prevajalka, pisateljica
- Petra Dobnikar, klavirska pedagoginja & Uroš Dobnikar, zdravnik travmatolog: vodita Zavod za ozaveščanje in prebujanje svobodnega življenja
- Roman Dobnikar, menedžer, predsednik Atletske zveze Slovenije
- Romana Dobnikar Šeruga (*1962), novinarka, urednica
- Uroš Dobnikar, zdravnik, spec. travmatologije, dr.zn.
- Žiga Dobnikar (*1964), športni delavec, trener